# Instabilité de Rayleigh-Taylor
Pour les articles homonymes, voir Instabilité.

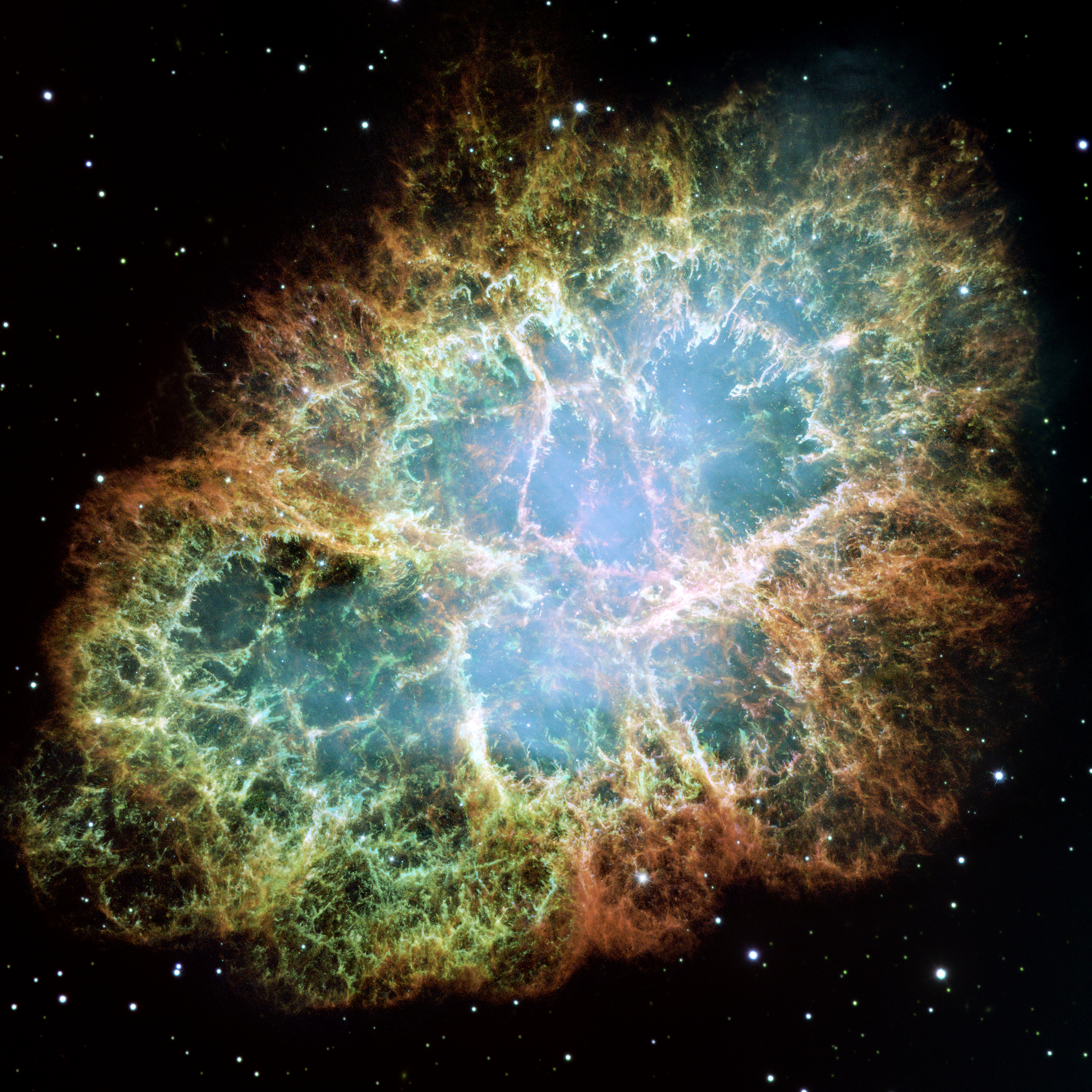
Manifestation de l'instabilité de Rayleigh–Taylor dans la nébuleuse du Crabe.

L’instabilité de Rayleigh–Taylor, nommée en hommage aux physiciens britanniques Lord Rayleigh et G. I. Taylor, est une instabilité de l’interface séparant deux fluides de densités différentes, qui résulte de la poussée du fluide le plus lourd sur le fluide le plus léger (l'accélération dans le cas d'un système dynamique ou la gravité pour un système initialement statique est dirigée vers la phase légère),. Ce phénomène est produit par exemple par l'onde de choc à l'origine des nuages interstellaires. Dans ce cas particulier où le choc est à l'origine de la mise en vitesse du système, on parlera d'instabilité de Richtmyer-Meshkov. Il se produit une situation analogue lorsque la gravité affecte deux fluides de densités différentes (le fluide le plus dense se trouvant au-dessus du fluide le moins dense) comme de l'huile minérale à la surface de l'eau.
Considérons deux couches de fluides immiscibles superposées dans deux plans parallèles, la plus lourde surplombant la plus légère et toutes deux soumises à la pesanteur terrestre. L’équilibre est instable à la moindre perturbation : toute perturbation va s'amplifier et libérer de l’énergie potentielle, le fluide le plus lourd gagnant progressivement la moitié inférieure sous l'effet du champ de gravitation, et le fluide léger passe au-dessus. C'est cette configuration qu'a étudiée Lord Rayleigh. La découverte importante de G. I. Taylor a consisté à montrer que cette situation est équivalente à celle qui se produit lorsque les fluides (hors de toute gravité) sont accélérés, le fluide léger étant propulsé à l'intérieur du fluide le plus lourd. Cela se produit notamment lorsque l'on projette un verre à terre avec une accélération supérieure à la pesanteur terrestre g.
Lorsque l’instabilité développe ses effets, des irrégularités (« fossettes ») se propagent vers le bas en polypes de Rayleigh–Taylor qui finissent même par se mélanger. C'est pourquoi on qualifie parfois l’instabilité de Rayleigh–Taylor d’instabilité à traines (fingering instability). Le fluide le plus léger s'expand vers le haut comme un champignon nucléaire,.
On observe ce phénomène dans plusieurs situations courantes, non seulement dans les dômes salins ou les couches d’inversion, mais aussi en astrophysique et en électrocinétique. Les polypes de Rayleigh-Taylor sont particulièrement visibles dans la Nébuleuse du Crabe, où le plérion engendré par le pulsar du Crabe déborde les projections issues de l’explosion de la supernova il y a 1 000 ans.
Il ne faut pas confondre l’instabilité de Rayleigh–Taylor avec l’instabilité de Plateau-Rayleigh (parfois appelée « instabilité du tuyau d'arrosage ») : cette dernière, qui se produit dans les jets de liquide, est due à la tension superficielle, qui tend à disperser un jet cylindrique en une projection de gouttelettes de même volume mais de surface spécifique moindre.

## Analyse linéaire de la stabilité
L’instabilité bidimensionnelle non-visqueuse de Rayleigh–Taylor constitue un excellent banc d'essai pour l'étude mathématique de la stabilité du fait de la nature extrêmement simple de la configuration initiale, décrite par un champ de vitesse moyenne tel que {\displaystyle U(x,z)=W(x,z)=0,\,} où le champ gravitationnel est {\displaystyle {\textbf {g}}=-g{\hat {\textbf {z}}}.\,} Une interface en {\displaystyle z=0\,} sépare les fluides de densités {\displaystyle \rho _{G}\,} dans la zone supérieure, et {\displaystyle \rho _{L}\,} dans la zone inférieure. On montre que dans cette section, lorsque le fluide le plus lourd se trouve au-dessus, la moindre perturbation de l’interface s’amplifie exponentiellement, avec le taux
{\displaystyle \exp(\gamma \,t)\;,\qquad {\text{avec}}\quad \gamma ={\sqrt {{\mathcal {A}}g\alpha }}\quad {\text{et}}\quad {\mathcal {A}}={\frac {\rho _{\text{lourd}}-\rho _{\text{leger}}}{\rho _{\text{lourd}}+\rho _{\text{leger}}}},\,}
où {\displaystyle \gamma \,} est le taux de croissance, {\displaystyle \alpha \,} est le nombre d'onde spatial et {\displaystyle {\mathcal {A}}\,} est le Nombre d'Atwood.

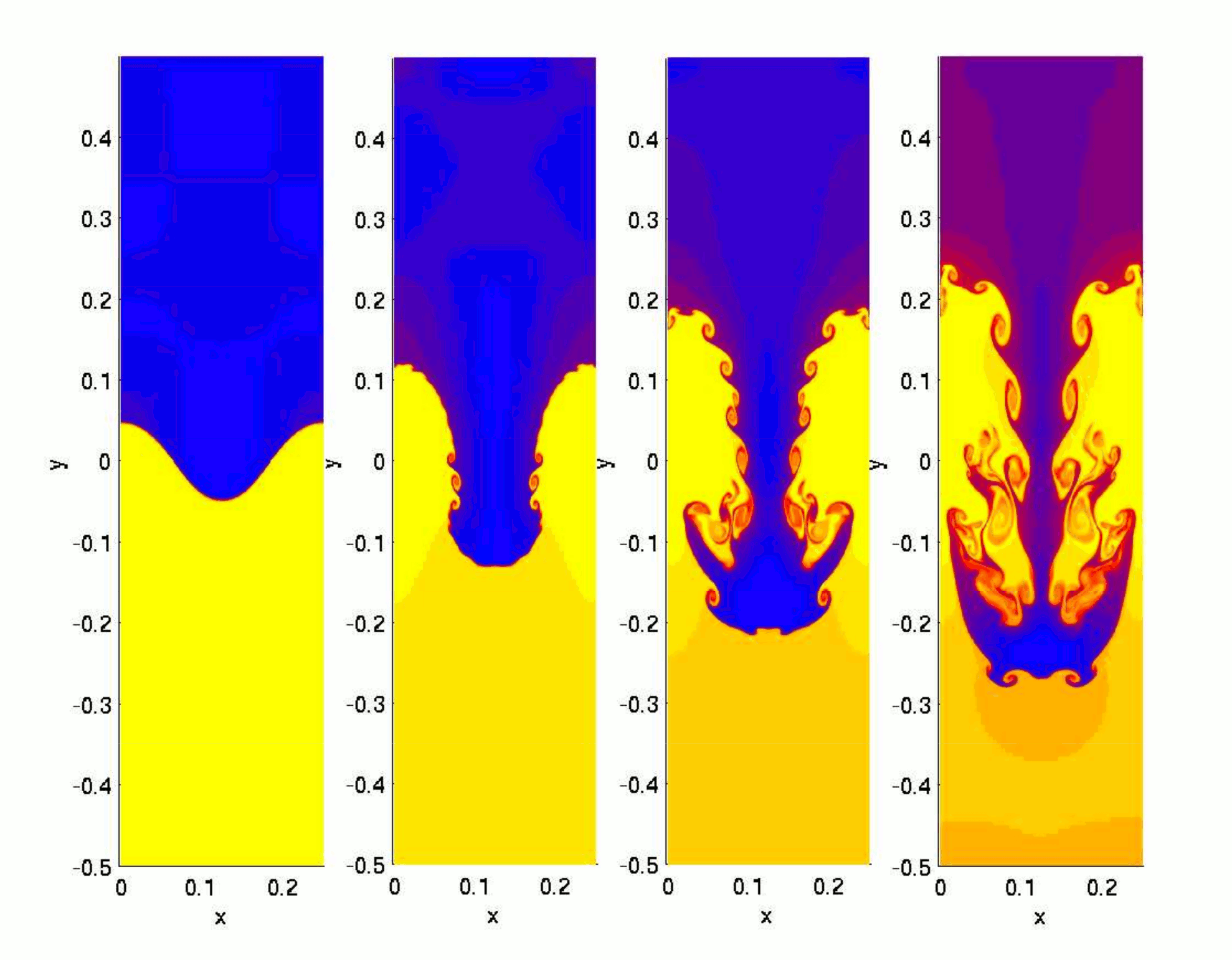
Simulation hydrodynamique d’un « polype » isolé de l’instabilité de Rayleigh–Taylor. Observez la formation d'une instabilité de Kelvin-Helmholtz, à partir de la deuxième image (se développant à partir du niveau), ainsi que la formation d’un chapeau de champignon à un stade évolué dans les troisième et quatrième images de cette séquence.

Le temps caractéristique de croissance de la surface libre {\displaystyle z=\eta (x,t),\,} initialement en {\displaystyle \eta (x,0)=\Re \left\{B\,\exp \left(i\alpha x\right)\right\},\,} est donné par :
{\displaystyle \eta =\Re \left\{B\,\exp \left({\sqrt {{\mathcal {A}}g\alpha }}\,t\right)\exp \left(i\alpha x\right)\right\}\,}
qui croît exponentiellement avec le temps. Ici B désigne l’amplitude de la perturbation initiale, et {\displaystyle \Re \left\{\cdot \right\}\,} est la partie réelle de l’expression complexe  entre parenthèses.
En général, la condition pour que l’instabilité soit linéaire est que la partie imaginaire de la célérité complexe c soit positive. Finalement, le rétablissement de la tension superficielle diminue c2 en module et a donc un effet stabilisant. En effet, il existe un domaine d'ondes courtes pour lesquelles la tension superficielle stabilise le système et empêche l’instabilité.

## Comportement à long terme
L’analyse qui précède n'est plus valable quand on a affaire à une perturbation de grande amplitude : dans ce cas, la croissance est non-linéaire, les polypes et les bulles s'entrelacent et s'enroulent en tourbillons. Comme l'illustre la figure ci-contre, il faut recourir à la simulation numérique, pour décrire mathématiquement le système.

#### Sources historiques
- John William Strutt Rayleigh, « Investigation of the character of the equilibrium of an incompressible heavy fluid of variable density », Proceedings of the London Mathematical Society, vol. 14,‎ 1883, p. 170–177 (DOI 10.1112/plms/s1-14.1.170) (Original paper is available at: https://web.archive.org/web/20061210173022/https://www.irphe.univ-mrs.fr/%7Eclanet/otherpaperfile/articles/Rayleigh/rayleigh1883.pdf .)
- Geoffrey Ingram Taylor, « The instability of liquid surfaces when accelerated in a direction perpendicular to their planes », Proceedings of the Royal Society of London. Series A, Mathematical and Physical Sciences, vol. 201, no 1065,‎ 1950, p. 192–196 (DOI 10.1098/rspa.1950.0052)